# Этьенн, Анри II
Анри II Этьенн (фр. Henri II Estienne, лат. Henricus Stephanus; 1528 год, Париж — 1598 год, Лион) — французский типограф, филолог, эллинист и гуманист; самый знаменитый из семьи потомственных типографов Этьеннов; сын Роберта I; старший брат Шарля Этьенна.

## Биография
Кроме древних языков (в том числе еврейского), Анри Этьенн усвоил почти все западноевропейские языки, а также некоторые восточные. С 18 лет он разыскивал в библиотеках Италии, Англии и Фландрии греческие рукописи, задавшись целью издать критически проверенные тексты лучших греческих авторов. В 1554 году Этьенн издал в первый раз сборник древних подражаний Анакреону, основанный на двух ранее неизвестных рукописях, которыми ему удалось овладеть, по его собственным словам, не без опасности для себя. Это издание сразу сделало его имя известным, а сам сборник впоследствии создал современную славу Анакреону, вызывал неоднократные подражания в позднейшей литературе и положил начало европейской анакреонтической поэзии.
В следующем году (1555) издал латинский перевод Феокрита, вместе с буколиками собственного сочинения.
В 1557 году основал в Женеве типографию, независимо от отцовской, но после смерти отца объединил их. В течение 40 лет типографской деятельности выпустил в свет около 170 сочинений на разных языках. Первое место среди них принадлежит греческим писателям — и по числу, и по важности изданий. Многие из них изданы им в первый раз, издания других улучшены и исправлены, нередко снабжены превосходными латинскими переводами и комментариями. В пределах собрания сочинений того или иного автора Этьенн нумеровал насквозь все оригинальные тексты. Эта сквозная нумерация текстов по изданиям Этьенном сочинений Платона (1578) и Плутарха (1572) используется учёными всего мира до сих пор при ссылках на тексты Платона и Платурха как стандартная (Stephanus pages).
За сочинение «L’Introduction au traité de la conformité des merveilles anciennes avec les modernes» Этьен был в 1566 году подвергнут символической казни.
Превосходя своего отца как писатель и учёный, Анри уступал ему как типографщик: его издания не отличаются такой роскошью и тщательностью.

## Творчество
Его авторская деятельность имеет важное значение в истории французского литературного языка. Он писал на французском, латыни и греческом, в стихах и в прозе.
Сочинения на латыни:
- «Ciceronianum Lexicon graecolatinum» (1557);
- «Словарь греческого языка» (Thesaurus graecae linguae, 1572—73, 5 т.), колоссальный труд, стоивший ему невероятных усилий и 30 000 ливров деньгами. Труд был много раз переиздан (например, у Фирмен Дидо). Это издание сильно пошатнуло его состояние, тем более что некто Scapula, воспользовавшись корректурными листами, напечатал сокращённое издание огромного словаря;
- «Artis typographicae querimonia» (1569) — поэма-история типографского дела;
- «Francofordiense Emporium» (1574) — собрание стихов и прозы, представляющих описание и прославление франкфуртской ярмарки;
- «Principum monitrix Musa» (Базель, 1596) — собрание стихов и прозы, в которых выражаются взгляды автора на события эпохи и на принципы управления.

Сочинения на французском:
- «Traicté de la conformité du langage français avec le grec» (1565);
- «La précellence du langage français» (Париж, 1579);
- «Deux dialogues du nouveau langage françois italianisé» (Женева, 1578), в которых, исходя из сходства между французским и излюбленным им греческим языками, доказывает превосходство французского перед итальянским, который есть не что иное, как испорченный латинский, и борется против порчи французского языка итальянизмами, вносимыми Екатериной Медичи и её двором;
- В сочинении «L’Introduction au traité de la conformité des merveilles anciennes avec les modernes», известном более как «Apologie pour Hérodote» (1566; критическое издание Поля Ристелюбера, Париж, 1879) защищает Геродота от возводимых на него обвинений в сообщении баснословных и слишком невероятных сведений, приводя об окружающем его обществе множество таких фактов, которые могут показаться позднейшему историку также совершенно невероятными. При этом он рисует живыми красками сатирическую картину нравов, иллюстрируя её множеством пикантных анекдотов. Прекрасное изложение делает это сочинение одним из интереснейших памятников французской литературы XVI века.